# Cantón de Chaulnes
El cantón de Chaulnes era una división administrativa francesa, que estaba situada en el departamento de Somme y la región de Picardía.

## Composición
El cantón estaba formado por veintidós comunas:
- Ablaincourt-Pressoir
- Assevillers
- Belloy-en-Santerre
- Berny-en-Santerre
- Chaulnes
- Chuignes
- Dompierre-Becquincourt
- Estrées-Deniécourt
- Fay
- Fontaine-lès-Cappy
- Foucaucourt-en-Santerre
- Framerville-Rainecourt
- Fresnes-Mazancourt
- Herleville
- Hyencourt-le-Grand
- Lihons
- Omiécourt
- Proyart
- Puzeaux
- Soyécourt
- Vauvillers
- Vermandovillers

## Supresión del cantón de Chaulnes
En aplicación del Decreto nº 2014-263 de 26 de febrero de 2014, el cantón de Chaulnes fue suprimido el 22 de marzo de 2015 y sus 22 comunas pasaron a formar parte del nuevo cantón de Ham.